# Занде
Занде (самоназвание Азанде) е племе в северна централна Африка. Различни източници определят броя им на от 1 до 4 милиона.
Обитават основно североизточна Демократична република Конго, около река Уеле, Южен Судан) и североизточната част на Централноафриканската република (в окръзите Рафай, Земио и Обо).
Народът занде говори езика занде, който те наричат пазанде. Занде е част от Нигер-конгоанското езиково семейство и от клона Адамауа-Убанги.
На местния език „азанде“ означава „хората, които притежават много земя“.